# Bray-Saint-Christophe
Bray-Saint-Christophe és un municipi francès situat al departament de l'Aisne i a la regió dels Alts de França. L'any 2007 tenia 78 habitants.

## Demografia

### Població
El 2007 la població de fet de Bray-Saint-Christophe era de 78 persones. Hi havia 24 famílies de les quals 4 eren unipersonals (4 homes vivint sols), 4 parelles sense fills, 12 parelles amb fills i 4 famílies monoparentals amb fills.
La població ha evolucionat segons el següent gràfic:
Habitants censats

### Habitatges
El 2007 hi havia 29 habitatges, 26 eren l'habitatge principal de la família, 1 era una segona residència i 2 estaven desocupats. Tots els 29 habitatges eren cases. Dels 26 habitatges principals, 20 estaven ocupats pels seus propietaris, 5 estaven llogats i ocupats pels llogaters i 1 estava cedit a títol gratuït; 2 tenien dues cambres, 11 en tenien quatre i 13 en tenien cinc o més. 23 habitatges disposaven pel capbaix d'una plaça de pàrquing. A 9 habitatges hi havia un automòbil i a 16 n'hi havia dos o més.

### Piràmide de població
La piràmide de població per edats i sexe el 2009 era:
| Homes | Edats   | Dones |
| ----- | ------- | ----- |
| 0     | 95 o +  | 0     |
| 0     | 90 a 94 | 0     |
| 0     | 85 a 89 | 0     |
| 0     | 80 a 84 | 0     |
| 0     | 75 a 79 | 0     |
| 0     | 70 a 74 | 0     |
| 0     | 65 a 69 | 0     |
| 0     | 60 a 64 | 4     |
| 4     | 55 a 59 | 0     |
| 8     | 50 a 54 | 8     |
| 0     | 45 a 49 | 0     |
| 0     | 40 a 44 | 0     |
| 4     | 35 a 39 | 0     |
| 8     | 30 a 34 | 4     |
| 0     | 25 a 29 | 4     |
| 0     | 20 a 24 | 0     |
| 0     | 15 a 19 | 4     |
| 0     | 10 a 14 | 0     |
| 0     | 5 a 9   | 0     |
| 0     | 0 a 4   | 4     |

## Economia
El 2007 la població en edat de treballar era de 56 persones, 37 eren actives i 19 eren inactives. De les 37 persones actives 33 estaven ocupades (17 homes i 16 dones) i 4 estaven aturades (2 homes i 2 dones). De les 19 persones inactives 5 estaven jubilades, 3 estaven estudiant i 11 estaven classificades com a «altres inactius».
Activitats econòmiques
L'únic establiment que hi havia el 2007 era d'una empresa de fabricació de material elèctric.

## Poblacions més properes
El següent diagrama mostra les poblacions més properes.